# Trigonopyren pauciflorus
Trigonopyren pauciflorus är en måreväxtart som beskrevs av Cornelis Eliza Bertus Bremekamp. Trigonopyren pauciflorus ingår i släktet Trigonopyren och familjen måreväxter. Inga underarter finns listade i Catalogue of Life.